# Пошук (альпіністський клуб)

Група з туристсько-альпіністського клубу «Пошук» на перевалі Верхній Цанер, Центральний Кавказ.

Значок клубу «Пошук».

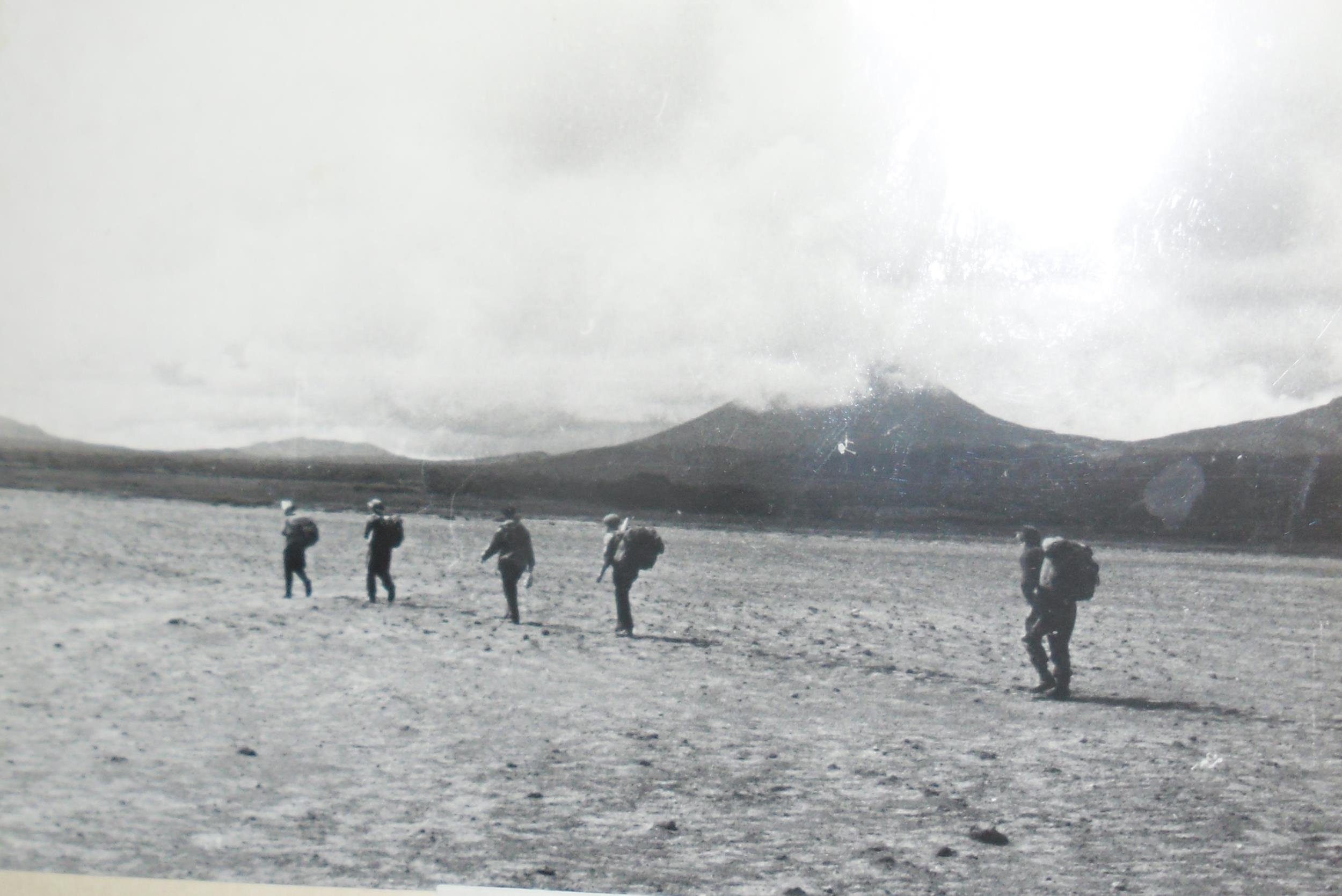
Група з туристсько-альпіністського клубу «Пошук» і альпклубу м. Запоріжжя на Камчатці. Район вулкана Кихпінич.

Молодіжний туристсько-альпіністський клуб «Пошук» — туристсько-альпіністський клуб який працював у м. Вільнянськ, Запорізької області у 1970-х роках. Об'єднував до 50-70 учасників, головним чином учнів шкіл, студентів, робітничу молодь. Учасники клубу здійснили ряд унікальних для регіонального українського альпіністського руху походів, зокрема найвищої 5-ї категорії складності.
Основні походи: Кримські гори, Кавказ, Тянь-Шань, Камчатка, Нова Земля. У Криму члени клубу досліджували, зокрема, Скельську печеру (1967 р.)
Крім того, Клуб «Пошук» провадив велику краєзнавчу роботу. У 1960-1970-х роках юні активісти клубу «Пошук» під керівництвом Вадима Сердюка відшукали більшу частину поховань розстріляних у роки Другої світової війни вільнянців, встановили особи загиблих і провели перепоховання останків в братських могилах, розташованих на території сіл району і в самому місті Вільнянську.
Основні учасники: Сердюк Вадим (Владлен) Дмитрович (керівник клубу) — майстер спорту зі спортивного туризму, Сердюк Валерій Дмитрович (1-й спортивний розряд зі спортивного туризму), Василь Домаш (1-й спортивний розряд зі спортивного туризму), Володимир Білецький, Валерій Кулага, Геннадій Ястребов, Олег Попов та ін.

## Галерея

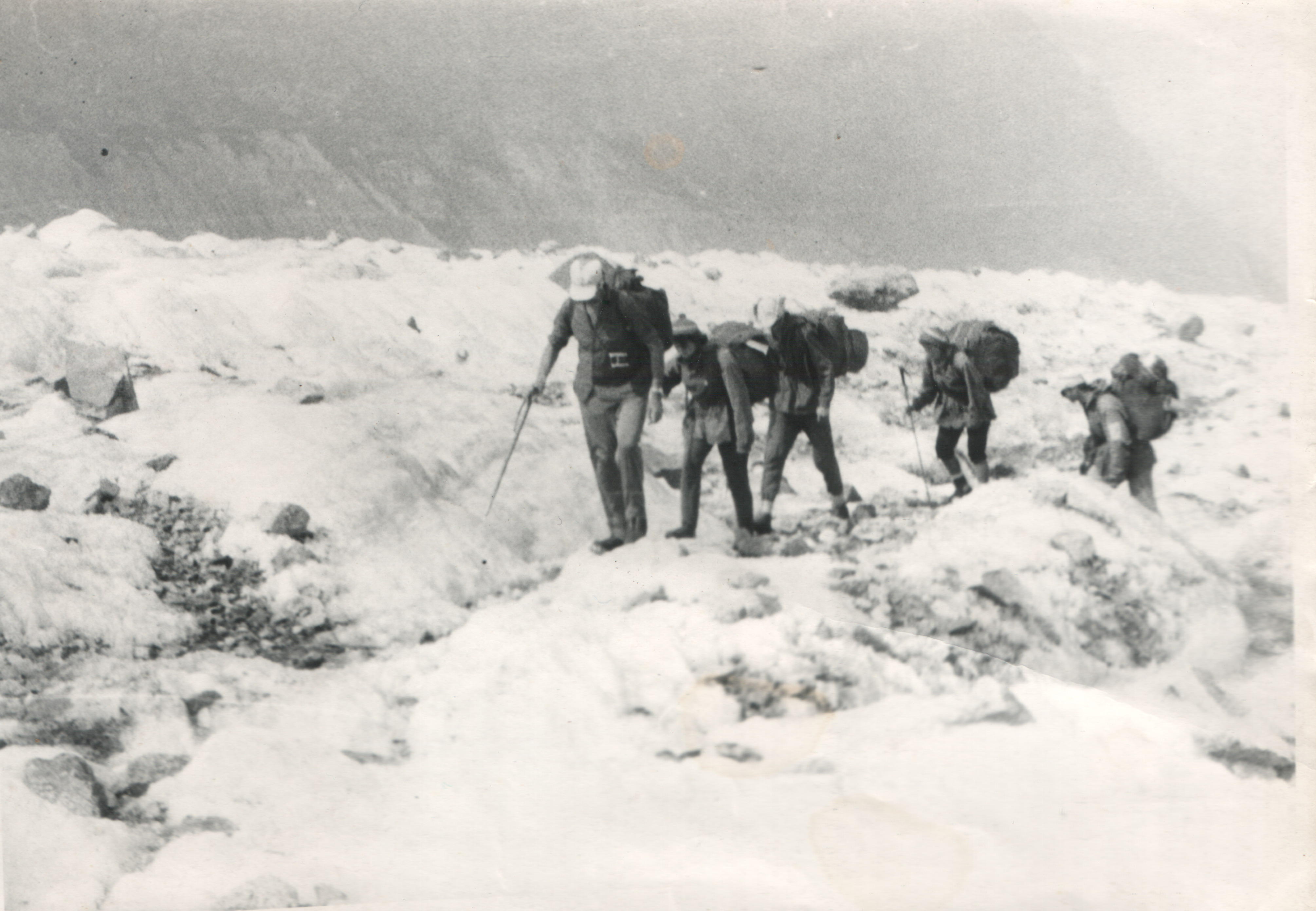
Кавказ. Майстер спорту В.Д.Сердюк веде групу українських альпіністів на Безенгійському льодовику. 1968 р.
Василь Домаш. 1-й розряд зі спортивного туризму. Учасник походів на Кавказ, Тянь-Шань тощо. 1967 р.
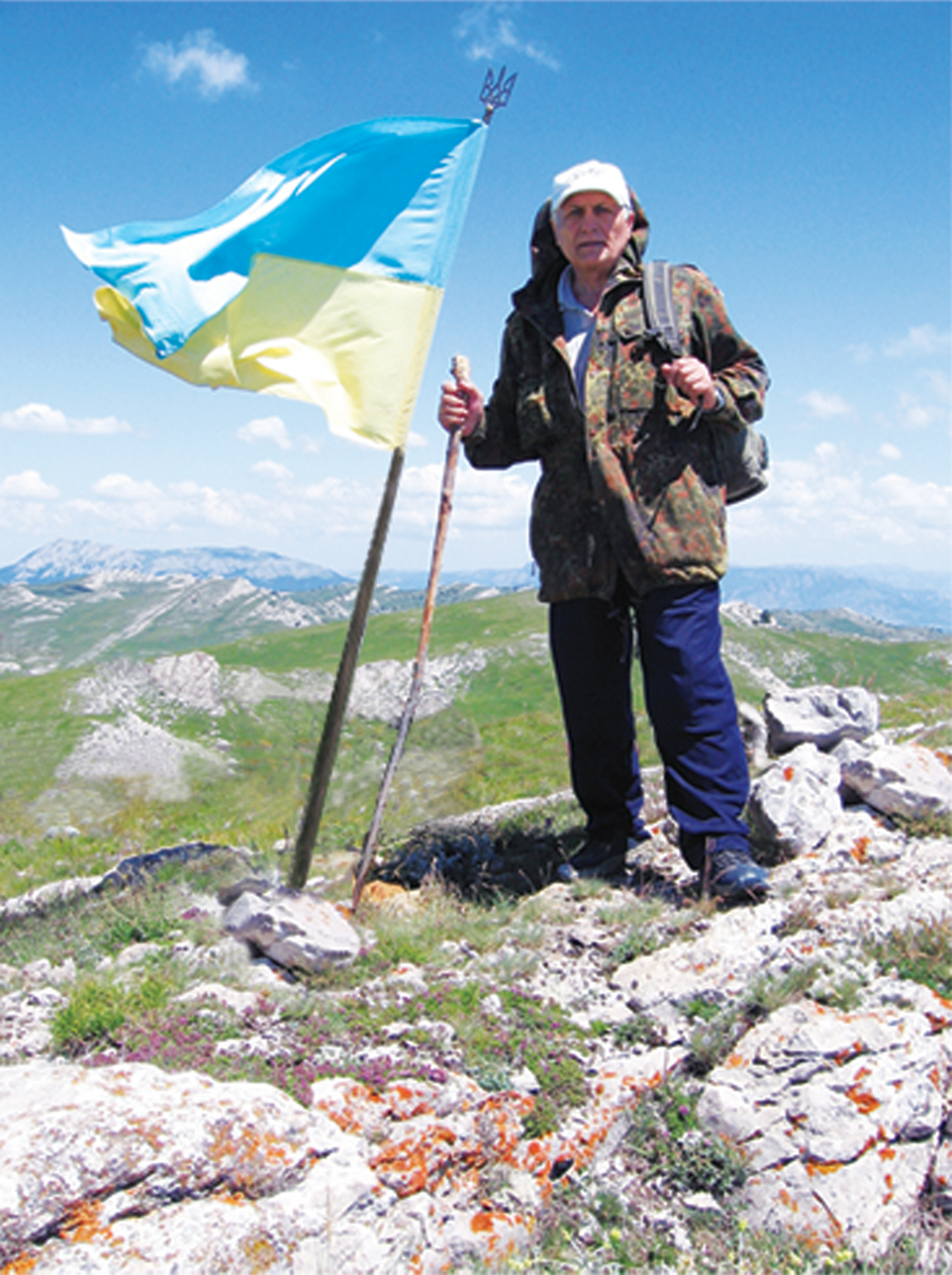
Крим. Ветерани клубу "Пошук" сьогодні: Володимир Білецький на вершині Зейтін-Кош. 16 липня 2010 р.
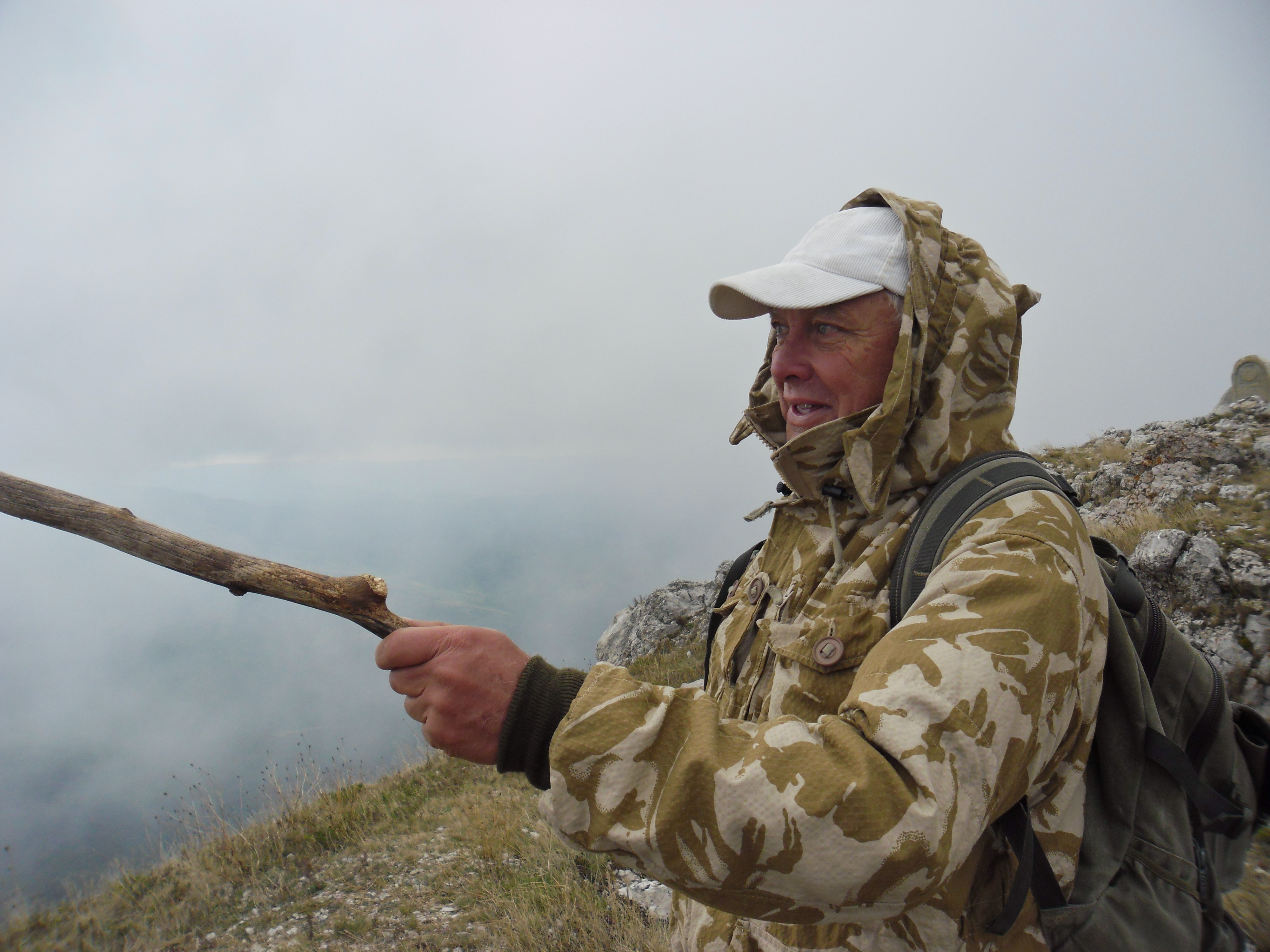
Крим.Ветерани клубу "Пошук" сьогодні: Олег Попов на вершині Еклізі-Бурун. Жовтень 2011 р.
Група українських туристів альпіністського клубу "Пошук" на привалі поблизу лісового будиночка. Кавказ, 1980-і роки.
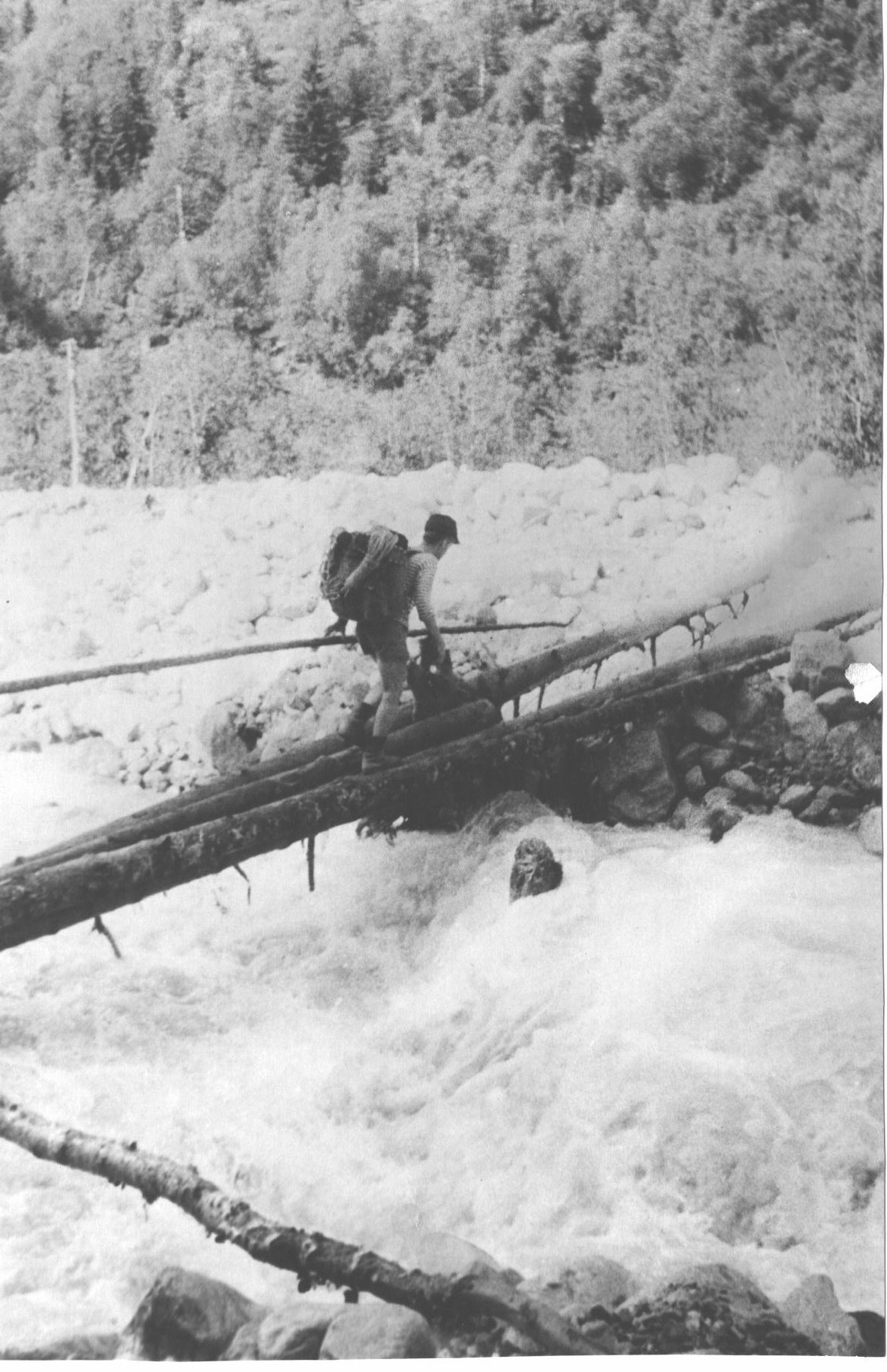
Член Клубу "Пошук" Валерій Кулага на переправі через гірську річку. Кавказ. 1968 р.
Центральний Кавказ. Привал на маршруті Перевал Верхній Цанер - Перевал Сімох. 1968 р.
Кавказ. Безенгійська ущелина. Міссес-Кош. Членкиня Клубу "Пошук" Марія Брицька покладає квіти до підніжжя меморіальної стіни пам'яті загиблих альпіністів. 1968 р.
Група туристів Клубу на перевалі Чиперазау, Кавказ. 1968 р.
Кавказ. Група туристів Клубу на маршруті з Безенгійської ущелини до перевалу Кель-Баші. 1968 р.
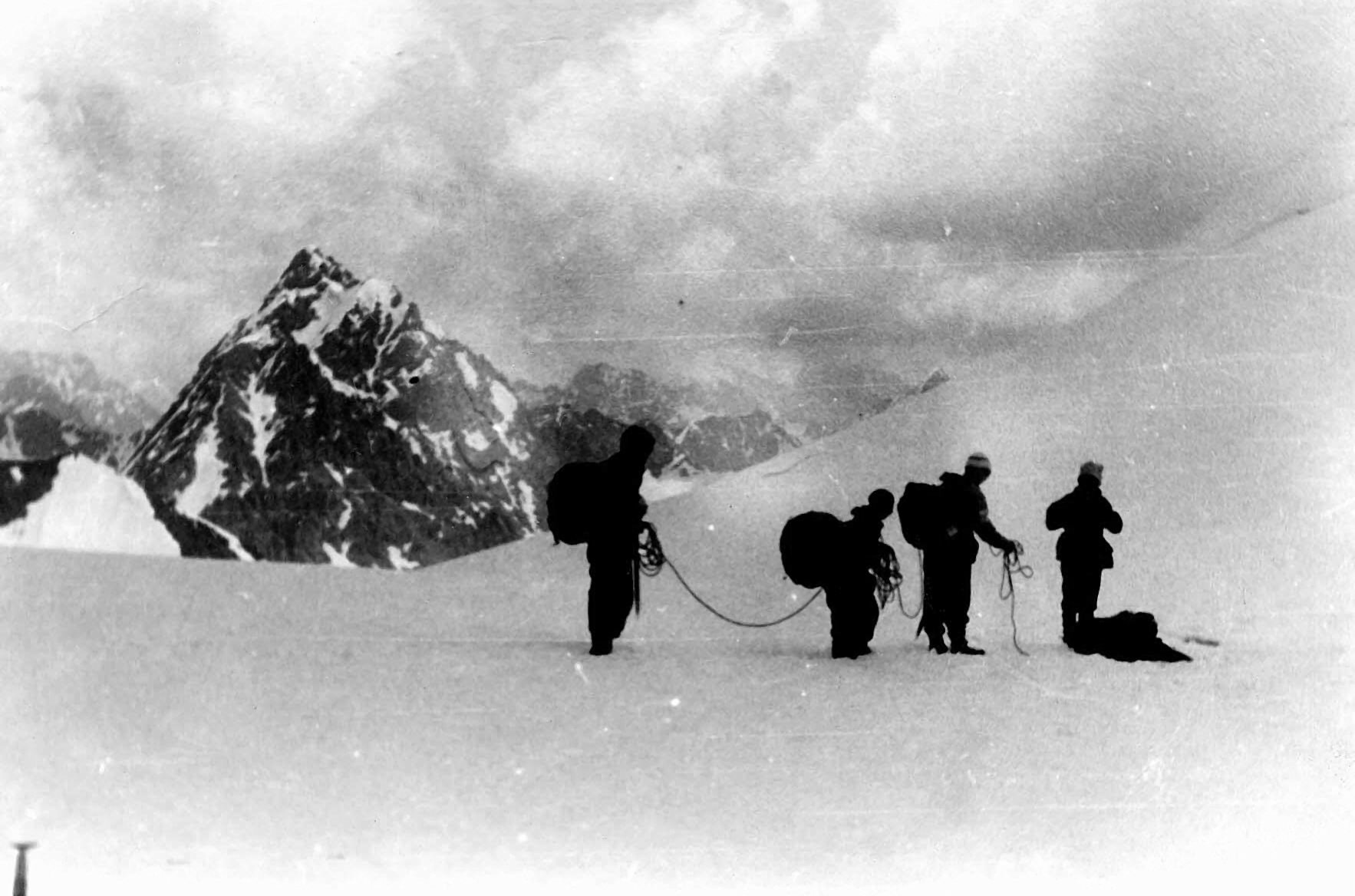
Кавказ. Група туристів Клубу "Пошук" на Перевалі Сімох. 1968 р.
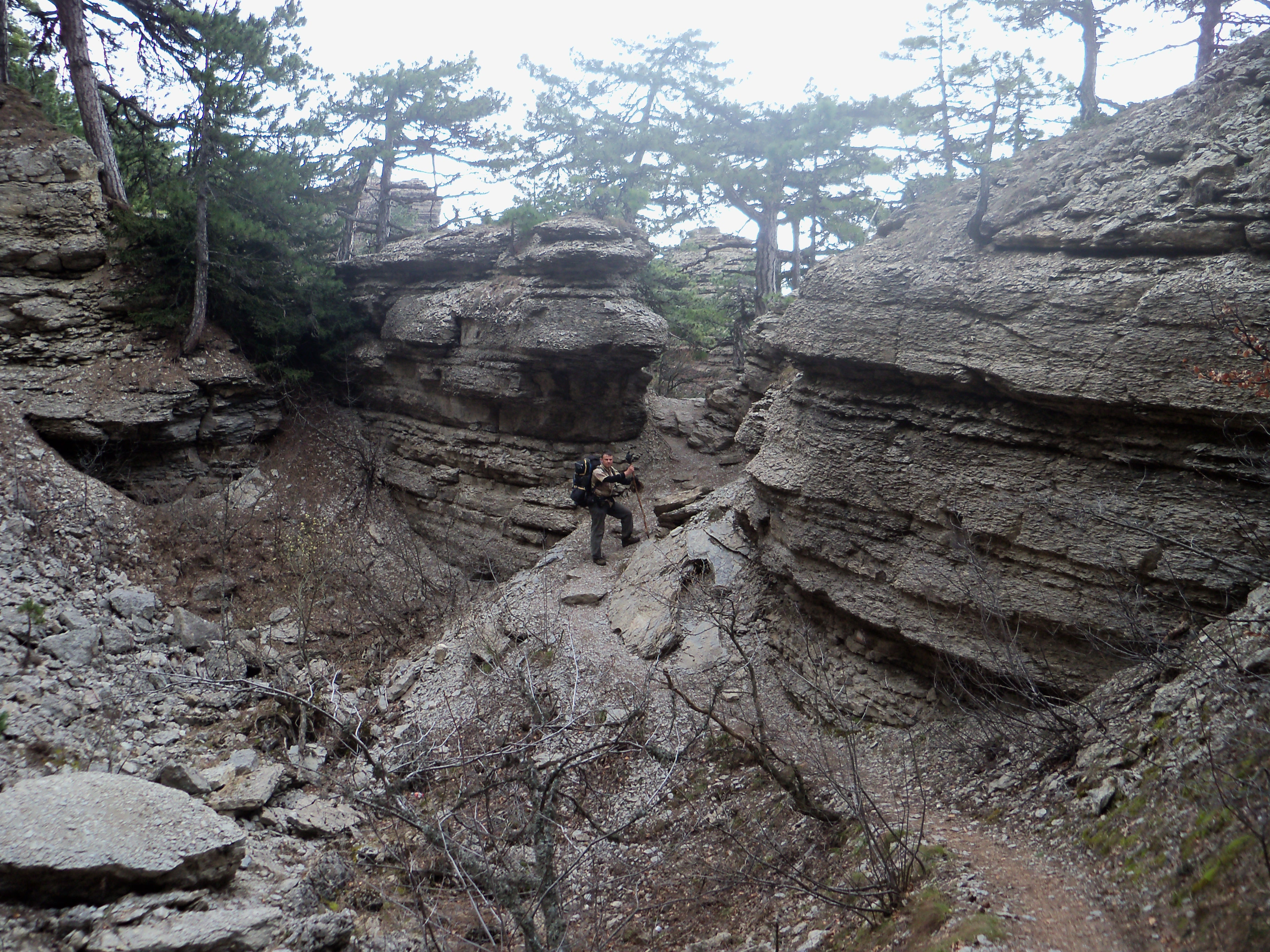
Крим. Друге покоління вільнянців — вже діти членів клубу "Пошук" теж полюбляють гори. На Таракташі. Ай-Петрі. 2000-ні роки.
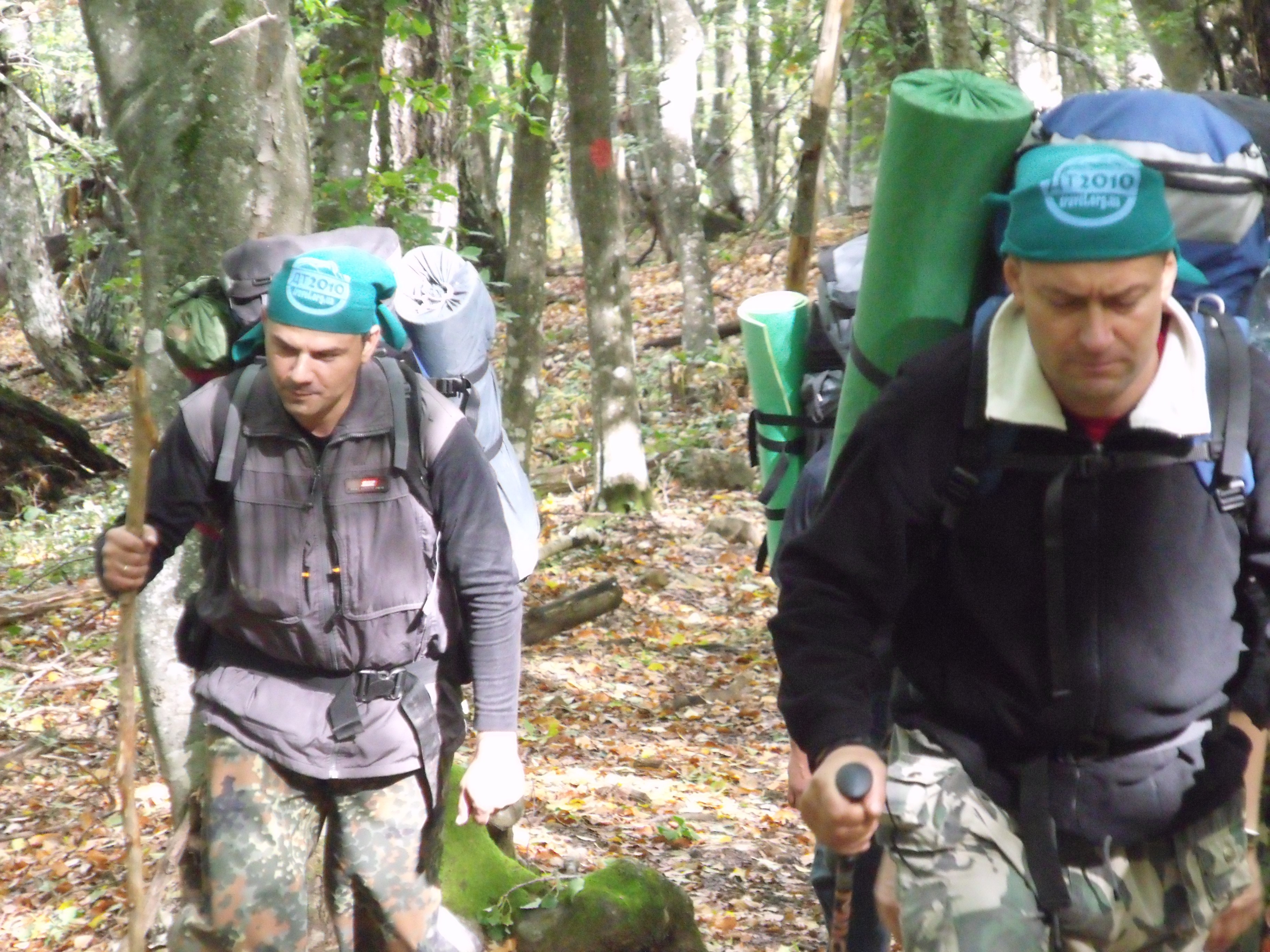
Крим. Друге покоління вільнянців — вже діти членів клубу "Пошук" беруть участь в заході  "День туриста-2010".